# Brook (Schiff)
Der Frachtdampfer Brook der Hamburger Reederei H. M. Gehrckens war der erste deutsche Frachtschiffsneubau nach dem Zweiten Weltkrieg.

## Einzelheiten
In den ersten Jahren nach Kriegsende war im besiegten Deutschland kein Schiffbau erlaubt. Ab 1949 erlaubten die Besatzungsmächte wieder erste Neubauten, die bestimmte Forderungen erfüllen mussten, die sogenannten Potsdam-Schiffe. Die Hamburger Reederei H. M. Gehrckens erhielt am 31. Mai 1949 die erste Bestätigungsnummer „MSB/Ship 1“ des Military Security Board. Das daraufhin gebaute Schiff war die Brook, die am 26. November 1949 bei der Lübecker Maschinenbau-Gesellschaft (LMG) in Lübeck vom Stapel lief und im Januar 1950 an die Auftraggeber abgeliefert wurde.
Der Dampfer war als herkömmliches Stückgutfrachtschiff in Dreiinselbauart mit mittschiffs angeordnetem Deckshaus entworfen. Es hatte eine Vermessung von 1489 BRT, zwei Laderäume mit einem Getreiderauminhalt von 5347 m3 und eine Tragfähigkeit von gut 3000 Tonnen. Die Kesselanlage der Vierzylinder-Verbunddampfmaschine wurde anfangs mit Kohle beheizt, wie es die Anforderungen der Besatzungsbehörden vorschrieben. 1950 lieferte die LMG noch zwei Schwesterschiffe der Brook ab, die  Irene Oldendorff der Lübecker Reederei Egon Oldendorff, die Ende 1951 in der Emsmündung sank, und die Wandrahm, die wieder an die Reederei Gehrckens ging.
Die Brook fuhr nach der Indienststellung zunächst unter der Flagge Charlie (Deutsche Übergangshandelsflagge) im Skandinaviendienst, dem angestammten Fahrtgebiet der H.M.G. Nach dem Wegfall der Beschränkungen im April 1951 baute man das Schiff auf Ölfeuerung um und ab 1951 wechselte das Schiff in den Westafrikadienst. 1965 wurde das Schiff an die italienische Lighea di Navigazione in Palermo veräußert, die es unter dem Namen Giada weiterbetrieb. Im Jahr darauf übernahm Salvatore Giannone in Neapel das Schiff ohne Umbenennung und 1968 erwarb die Reederei Alba Società di Armamento in Neapel das Schiff erneut ohne Umbenennung. Nach einer Kollision am 23. November 1977 wurde das beschädigte Schiff ab 28. August 1978 in Vado Ligure verschrottet.